# Euclides Wicar
Euclides Wicar de Castro Parente Pessoa, ou apenas Euclides Wicar, (Fortaleza, 27 de maio de 1924 – Formosa, 18 de fevereiro de 1977) foi um advogado e político brasileiro, outrora deputado federal pelo Ceará.

## Dados biográficos
Filho de Wicar Parente de Paula Pessoa e Zilda de Castro Parente Pessoa. Advogado formado na Universidade Federal do Rio de Janeiro em 1947, elegeu-se deputado federal via PSD em 1954, cursando a Escola Superior de Guerra três anos depois. Reeleito em 1958, figurou como segundo suplente em 1962, exercendo o mandato sob convocação até ser efetivado em 17 de junho de 1964, quatro dias após a cassação de Padre Palhano através do Ato Institucional Número Um, outorgado pelo Regime Militar de 1964. Quando o governo impôs o bipartidarismo ao país no ano seguinte, Euclides Wicar escolheu a ARENA, contudo não foi reeleito em 1966.
Dedicado à agropecuária após encerrar a sua carreira política, morreu no município goiano de Formosa após um tiroteio envolvendo Gladstone Lima Almendra, chefe de gabinete do Instituto Nacional de Colonização e Reforma Agrária (INCRA), motivado por questões relativas à posse de terras.